# Ammannia wardii
Ammannia wardii är en fackelblomsväxtart som först beskrevs av Immelman, och fick sitt nu gällande namn av S.A.Graham och Gandhi. Ammannia wardii ingår i släktet Ammannia och familjen fackelblomsväxter. Inga underarter finns listade i Catalogue of Life.